# Helena Roj-Kozłowska
Helena Roj-Kozłowska, z domu Gąsienica-Roj (ur. 16 kwietnia 1899 w Kościelisku, zm. 19 lipca 1955 w Zakopanem) – podhalańska artystka ludowa, pisarka.

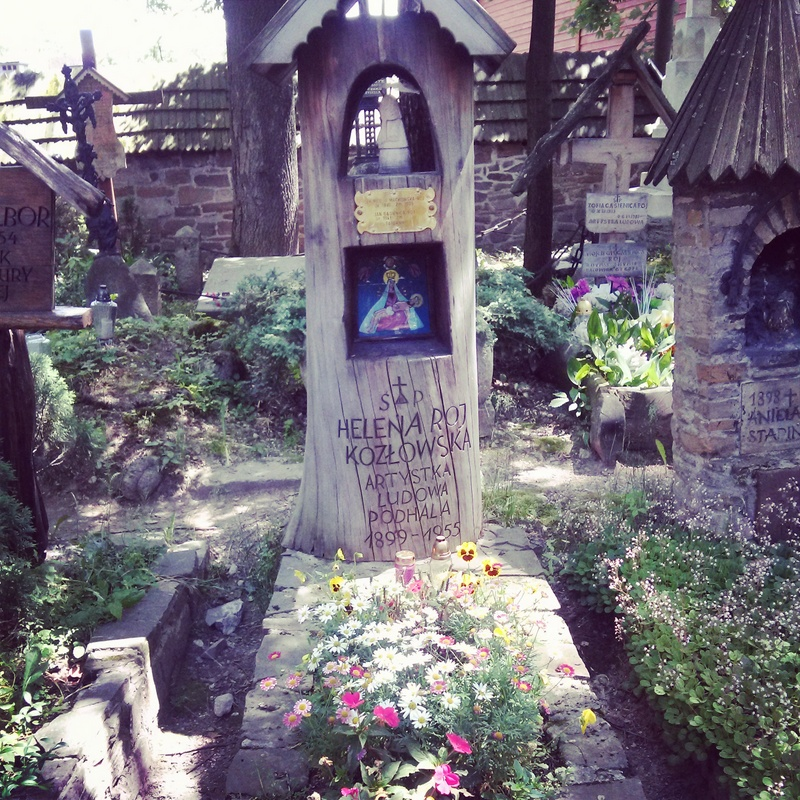
Nagrobek Heleny Roj-Kozłowskiej

## Życiorys
Była córką Jana Gąsienicy-Roja (gospodarza ze starego zakopiańskiego rodu, leśnika) i Agnieszki z Obrochtów, siostrzenicą skrzypka Bartłomieja Obrochty. Ukończyła czteroklasową szkołę ludową w Zakopanem, prawdopodobnie także miejscową szkołę rękodzieła ludowego. Od młodości interesowała się teatrem, m.in. pod wpływem twórczości Kazimierza Tetmajera, który kiedyś regularnie spędzał wakacje w gospodarstwie ojca Heleny. W 1918 w Zakopanem amatorski zespół wystawił jej utwór Jak carownice pasowały Janosika na zbójnika; autorka reżyserowała i występowała w przedstawieniu. Później przedstawienie to, promujące folklor góralski, było wystawiane (pod skróconym tytułem Janosik) m.in. w Warszawie i na Górnym Śląsku w czasie akcji plebiscytowej (1921). Rojówna przygotowała także kolejne przedstawienie Legenda Tatr (około 1918), oparte prawdopodobnie na utworach Tetmajera, a od około 1921 współpracowała z Jarosławem Iwaszkiewiczem i Jerzym Mieczysławem Rytardem nad tworzeniem libretta do baletu Harnasie Karola Szymanowskiego. Rola tych współautorów, pomijana zazwyczaj przez Szymanowskiego, była niebagatelna.
Po wyjściu za mąż za Jerzego Rytarda (w kwietniu 1923) więcej czasu spędzała w Warszawie. Człon nazwiska „Kozłowska” pochodził od właściwego nazwiska męża (Mieczysław Kozłowski). Małżonkowie prowadzili wspólnie amatorski teatr regionalny w Zakopanem, a od 1933 Orkanowy Teatr Ludowy (Teatr Ludowy im. Władysława Orkana); napisali razem sztukę wodewilową Podhale tańczy, wystawioną na deskach warszawskiego Teatru Ateneum przez artystów zawodowych w grudniu 1929, dramat Karczma (1933) oraz powieści młodzieżowe z motywami folkloru góralskiego (Koleba na Hliniku, 1932; Wilczur z Prohyby, 1935; Na białej grani, 1936). Roj-Kozłowska występowała także jako aktorka teatralna i filmowa. Małżeństwo rozpadło się w połowie lat 30.; Helena Roj powróciła do Zakopanego, a obrazek sceniczny Podhale (1938) wydała pod nazwiskiem panieńskim.
W czasie okupacji niemieckiej przeniosła się ponownie do Warszawy i brała udział w konspiracji. Powróciła do Zakopanego w 1945, była korespondentem terenowym Ministerstwa Kultury i Sztuki, a od 1947 pracowała w Muzeum Tatrzańskim w Zakopanem. Uprawiała jednocześnie wiele dziedzin sztuki ludowej; największą sławę przyniosło jej malarstwo na szkle. Przygotowała również wiele prac etnograficznych i konsultowała motywy regionalne filmów poświęconych Podhalu. W 1953 została odznaczona Złotym Krzyżem Zasługi. Pochowano ją na Starym Cmentarzu w Zakopanem (kw. P-I-31). Miała syna Jana Gąsienicę-Roja (ur. 1940), przewodnika i ratownika TOPR. Jego ojcem był Feliks Daszyński (1898-1940), syn Ignacego Daszyńskiego, oficer Wojska Polskiego, zamordowany w Charkowie. Monograficzną opowieść o życiu Heleny Roj Kozłowskiej opublikowała pianistka Yaśmina Strzelecka.
Jej twórczość była badana m.in. przez Adolfa Chybińskiego i Stanisława Mierczyńskiego. Do grona znajomych jej artystów należeli m.in. Karol Szymanowski, Mieczysław Grydzewski, Jarosław Iwaszkiewicz, Stanisław Ignacy Witkiewicz.